# برج عباس‌آباد
برج عباس‌آباد، روستایی در دهستان کوهستان بخش چاه حسن شهرستان جازموریان در استان کرمان ایران است. این روستا، مرکز دهستان کوهستان است.

## جمعیت
بر پایه سرشماری عمومی نفوس و مسکن در سال ۱۳۹۵، جمعیت این روستا برابر با ۳۵۰ نفر (۱۰۵ خانوار) بوده است.